# Margarita Zavala Gómez del Campo
Margarita Esther Zavala Gómez del Campo (Città del Messico, 25 luglio 1967) è una politica e avvocato messicana, moglie dell'ex presidente del Messico Felipe Calderón.

## Biografia
È la quinta di sette figli. Entrambi i genitori erano avvocati. Lei stessa studiò giurisprudenza alla Escuela Libre de Derecho di Città del Messico.

## Matrimonio
Incontrò Felipe Calderón Hinojosa quando aderì al Partito Azione Nazionale. Si sposarono nel 1994 ed ebbero tre figli: María, Luis Felipe e Juan Pablo.
Dal 1990 ha alternato la sua attività politica con il lavoro in vari studi legali, così come l'insegnamento nel campo del diritto.

## Carriera
È stata deputata Assemblea Legislativa del Distretto Federale (1994-1997) e Vice Cancelliere federale della LIX Legislatura (2003-2006), dove è stata nominata Vice Coordinatore della politica sociale del gruppo parlamentare del PAN.
Partecipò a vari forum e conferenze per rafforzare la parità di genere, tra cui la Conferenza mondiale sulle donne (Pechino, 1995). È uno dei membri fondatori del consiglio di amministrazione dell'Istituto nazionale delle donne. È anche un insegnante di liceo in una scuola privata.

## First lady del Messico
Come First Lady del Messico è stata la Presidentessa del Sistema Nazionale per lo Sviluppo Integrale Famiglia (DIF), l'istituzione incaricata del supporto ai bambini, alle donne e alle famiglie a basso reddito in tutto il paese. Ha sostenuto, insieme con il Volontariato Network DIF, aree che sono oggetto di calamità naturali. Ha lavorato costantemente sul tema della protezione dei minori migranti non accompagnati, dove ha posto un accento particolare sulla necessità di un maggiore coordinamento tra i vari organismi internazionali.
Nel mese di giugno 2008, ha presentato la campagna di informazione "Para una Nueva Vida", che mira a fornire ai genitori informazioni sulla prevenzione delle dipendenze tra i bambini e i giovani, la lotta contro la dipendenza è diventata una priorità nella sua agenda.